# درنگون
درنگون، روستایی از توابع بخش مرکزی شهرستان گلبهار در استان خراسان رضوی ایران است.

## جمعیت
این روستا در دهستان بیزکی قرار دارد و براساس سرشماری مرکز آمار ایران در سال ۱۳۸۵، جمعیت آن ۳۱ نفر (۱۲خانوار) بوده‌است.